# 白老町
白老町（日语：／ Shiraoi chō */?）是北海道膽振綜合振興局中部的一個城鎮，位於登別市和苫小牧市之間。境內多為山林，城鎮中心主要位於沿海地區，白老山等山皆位於支笏洞爺國立公園的範圍內。在日本人移居至此前，此地原為一大型阿伊努族聚落，因此到現在仍有許多擁有阿伊努族血統的人居住於此。町名源自阿伊努語的「siraw-o-i」，意思是虻很多的地方。

## 歷史
- 1856年：仙台藩在此設置仙台陣屋，負責北方的警備。[3]
- 1869年8月15日：設置白老郡。
- 1872年：設置開拓使白老派出所。
- 1874年：廢除開拓使白老派出所。
- 1880年：設置白老外2村戶長役場
- 1919年4月1日：敷生村、白老村、社台村合併為白老村，並成為北海道二級村。
- 1954年11月1日：改制為白老町。

## 產業
當地的產業包括生產北海道代表性食用牛、培育賽馬的畜牧業、漁業和林業等第一產業。當地也盛行食品加工業和觀光產業。

## 交通
白老町距離新千歲機場約40分鐘車程，距離札幌市約1小時車程。當地除了有國道36號線和室蘭本線之外，還有北海道86號線白老大瀧線以及當地的港口白老港。

### 機場
- 新千歲機場（位於千歲市和苫小牧市）

### 鐵路
- 北海道旅客鐵道
  - 室蘭本線：虎杖濱車站 - 竹浦車站 - 北吉原車站 - 萩野站 - 白老站 - 社台站

|  |  |

### 道路
| 高速國道 - 道央自動車道：萩野休息區 - 白老交流道 一般國道 - 國道36號 | 主要地方道 - 北海道道86號白老大瀧線 道道 - 北海道道350號俱多樂湖公園線 - 北海道道388號白老停車場線 - 北海道道701號登別港線 - 北海道道1045號千歲白老線 |

### 巴士
- 道南巴士
- 北海道中央巴士

## 觀光景點
| - 纜索瀑布（日本瀑布百選） - UPOPOY（民族共生象徵空間） - 國立阿伊努民族博物館 - 國立民族共生公園 - 仙台藩白老陣屋跡 - 白老溫泉 - 虎杖濱溫泉 - 俱多樂湖 | - 白老牛肉祭（每年6月） - 元氣町白老港祭（每年8月） - 俱多樂湖放河灯（每年8月） - 白老チェプ祭（每年9月） - 白老八幡神社例大祭（每年9月） - 阿伊努古式舞踊（國指定重要無形民俗文化財） - 白老仙台藩陣屋跡（國指定史跡） - 白老町虎杖濱越後盆舞蹈（白老町指定無形民俗文化財） |

## 教育

### 專門學校
- 日本航空學園

### 高等學校
| - 道立北海道白老東高等學校 （页面存档备份，存于） | - 私立北海道榮高等學校 （页面存档备份，存于） |

### 中學校
| - 白老町立虎杖中學校 - 白老町立白老中學校 | - 白老町立竹浦中學校 | - 白老町立萩野中學校 |

### 小學校
| - 白老町立虎杖小學校 - 白老町立白老小學校 | - 白老町立社台小學校 - 白老町立竹浦小學校 | - 白老町立萩野小學校 - 白老町立綠丘小學校 |

## 姊妹市・友好都市

### 日本
- 森田村（青森縣西津輕郡）：已於2005年2月11日合併為津輕市。[5]
- 仙台市（宮城縣）

### 海外
- 克内尔（英语：Quesnel, British Columbia）（加拿大 不列颠哥伦比亚省）。

## 本地出身的名人
- 高梨利洋：前職業棒球選手。
- 山本宏美：競速滑冰選手。
- 森竹竹市：詩人、阿伊努三大歌人之一。
- VOICE：雙胞胎歌手。

## 外部連結
- （日語）白老觀光協會 （页面存档备份，存于）
- （中文）UPOPOY（民族共生象徵空間） （页面存档备份，存于）
- （日語）仙台藩白老元陣屋資料館
- （日語）阿伊努民族博物館 （页面存档备份，存于）